# ロケットパンチ
ロケットパンチは、永井豪の漫画及びそのアニメ化作品『マジンガーZ』に登場する人型ロボット・マジンガーZが装備する武器の1つ。
またアニメや特撮などに登場する戦闘用人型ロボットが使用するこれと似た武器も、一般的にロケットパンチと呼ばれることがある。

## 概要
創作作品において登場する武器（あるいは戦闘方法）のひとつで、人型ロボット（あるいは腕部を機械化したサイボーグ）の腕の先が本体からはずれ、ロケット噴射により飛んでいくものをいう。
この武器の特徴は、通常、以下のようなものとして描写される。
- ロボットの肘（あるいは手首）から先が、パイロットの掛け声と共に目標に向かって射出される。射出された後、腕部はある程度の操縦が可能である
- 射出された腕部の先端、拳部分は握りしめた状態とされ、これが勢いをつけて目標に衝突することにより“殴る”形で効果を発揮する。
- 目標に命中、もしくは外れた後は自動的に戻って来る。
  - 『電人ザボーガー』の「チェーンパンチ」や『特捜ロボ ジャンパーソン』の「ワイヤーパンチ」、『コードギアス』の「輻射波動腕」のように、拳と上腕部をワイヤー等で繋いだままにすることでこの機能を説明するものもある。

基本的にはロケット噴射により推進しそのまま目標に衝突することにより効果を発揮する大質量兵器として描写されており、炸薬が内蔵されている設定となっていることは少ない。あくまでも「機体の一部を一時的に切り離して攻撃する」兵器としての描写が主体で、炸薬が内蔵されている「砲弾」として位置づけられてはいないものである（例外はある）。
ロボット以外にも『ゲゲゲの鬼太郎』の鬼太郎は手首より先を切り離した「リモコン手」や指を発射する「指鉄砲」という技を持つ。但しリモコン手は飛ばして敵を殴るよりも這い回って隠密行動をしたり不気味がらせたりという活用が多く、その点でロケットパンチとは趣旨が異なる。
コンピュータゲームでは人間キャラクターが使用できる武器としてロケットパンチという名称の武器や攻撃方法が登場する作品もある（『ファミコンジャンプ 英雄列伝』『ファミコンジャンプII 最強の7人』、『Sa・Ga2 秘宝伝説』、『ファイナルファンタジーV』など）。

## 歴史
「ロケットパンチ」という概念（機体の腕部を切り離してそれを目標にぶつけることにより攻撃する）の武器を持つロボットの概念は古くからあり、画像化されたものでは少なくとも漫画『鉄腕アトム』の時点でゲスト登場するロボットで数名確認されている（サターンやヘラクレスなど、いずれも特に技名などは言われない。）巨大ロボットでは横山光輝の漫画版『ジャイアントロボ』第二部に登場した敵ロボット、GR2がこの技を使用し。本編では正式名称がなかったが、『週刊少年サンデー』における特撮版ジャイアントロボの巻頭カラーグラビアのイラストで「強力プレス手」と紹介されていた。
『マジンガーZ』のロケットパンチは番組及び関連玩具が大ヒットした要因の一つに数えられ、主役ロボットのマジンガーZを体現する武器の一つとして挙げられる。アニメのOP曲でも「とばせ鉄拳 ロケットパンチ」と歌われている。『Z』から続く一連のマジンガーシリーズでも、この武器の特徴を受け継いだ腕を飛ばして攻撃する武器はアレンジされつつ登場し、マジンガーシリーズ以外でも様々な作品に登場していくことになった。巨大ロボットに限らず、上記の『電人ザボーガー』等、等身大のロボットが使用するものとして登場した事例もある。
また、この武装は玩具のギミックとしても広く使われ、設定でこの装備が存在しないロボットや等身大ヒーロー、場合によっては生身の人間キャラクターであっても、過去の玩具ではバネの力で発射されるロケットパンチを持つものが多数存在していた。

## 様々なロケットパンチ
ロケットパンチ、およびそれに類する攻撃手段の欠点として腕そのものを飛ばすため、その間は腕および腕で使用する武器を使えない点がある。特に飛ばした腕を捕らえられたり、破壊されたり等で戻って来られない場合はその欠点が大きく露呈する。
ただし、鋼鉄ジーグのナックルボンバーは連射が利くので、この欠点を持たない。更に、ダイナマイトパンチは本来換装用に腕パーツを切り離す事を応用して攻撃技として使用するものであり、その後のパーツ換装による戦闘スタイルの移行がスムーズに機能する事で欠点ではなくなっている。
なお、戻る機能がないものや誘導機構を持たないものも多い。『ガイキング LEGEND OF DAIKU-MARYU』の初期では別の小型機が回収してロボットに戻していた。『ドラゴンボール』の人造人間16号、『妖怪ウォッチ』のロボニャンは、射出した腕を落下地点まで移動し自ら回収している。また『空想科学大戦!』の熱血万能カガクゴーはロケット噴射では誘導操作、再接続が困難であるという理由から「科学的に正しいロケットパンチ」として、強力なバネで射出するバネ式ロケットパンチを搭載している。パンチではないが、『機動戦士ガンダム』のジオングは、サイコミュ兵器として腕部を射出することができ、これは有線で誘導操作する形式となっている。
これらとは別に、腕の伸縮によるパンチを行うものもある。例としては、『装甲騎兵ボトムズ』のアーマードトルーパーに組み込まれたアームパンチ機構、『創聖のアクエリオン』のソーラーアクエリオンが放った無限拳など。なお『ジョジョの奇妙な冒険』の第1部「ファントムブラッド」および第2部「戦闘潮流」では、関節を外すことにより腕を伸縮させてパンチを行う「ズームパンチ」という技がある。このほかにも、『怪物くん』の主人公である“怪物くん”こと怪物太郎や、『ONE PIECE』の主人公であるモンキー・D・ルフィ（ゴム人間）、『ストリートファイターII』のダルシム（ヨガの関節外し）など、ロボットでなくても腕を伸縮させてパンチを行えるキャラクターは多い。
他には『地球防衛企業ダイ・ガード』（1999年）のダイ・ガードや『真マジンガー 衝撃! Z編』（2009年）のゼウスは元々ロケットパンチを持たないが、壊れたり切り落とされたりした片腕を投げつける荒業を使い、それを「ロケットパンチ」と呼んでいた。なお、これらの作品に先んじて初期OVA版の『機動警察パトレイバー』（1988年）では、戦闘中に泉野明が咄嗟の機転で損傷して外れたイングラム1号機の腕を拾って投げつけたものを「ロケットパンチ」と呼称していた。ギャグ作品だと「ロケットキック」と叫び脚を投げつけるものも存在する。また、『パシフィック・リム』のジプシー・デンジャーが用いる「エルボー・ロケット」は、通常のパンチの威力を強化する為にロケットエンジンを用いるものではあるが、これも日本語吹き替え版では「ロケットパンチ」と呼ばれている。機体から破損した部位を切り離す機構を利用した例として『シドニアの騎士』（2009年）の衛人は腕部を強制射出する機能を使い、手に弾丸を持った状態で射出して目標に命中させている。